# NGC 270
NGC 270 (również PGC 2938) – galaktyka soczewkowata (S0-a), znajdująca się w gwiazdozbiorze Wieloryba. Odkrył ją William Herschel 10 grudnia 1798.